# Eemmeer & Gooimeer Zuidoever
Eemmeer & Gooimeer Zuidoever is een Natura 2000-gebied (gebiedsnummer 77, classificatie Meren en Moerassen).

Er zijn twee stukken, te weten oostelijk het Eemmeer in het Eemmeer en westelijk het Gooimeer Zuidoever in het Gooimeer.

Het gebied met een oppervlakte van 1584 ha is verdeeld over de gemeenten Almere, Blaricum, Bunschoten, Eemnes, Gooise Meren en Zeewolde.
Het Eemmeer en Gooimeer ontstonden als overblijfselen van de voormalige Zuiderzee toen het zuidelijke deel van Flevoland werd drooggelegd in 1968.